# Buck Mountain (Wyoming)
Met een hoogte van 3639 m is Buck Mountain de hoogste berg ten zuiden van de Garnet Canyon in het Tetongebergte in de Amerikaanse staat Wyoming. Binnen het Tetongebergte maakt Buck Mountain deel uit van de zogenaamde Cathedral Group. Buck Mountain ligt ruwweg ten zuiden van Veiled Peak en Mount Wister en ten noord-noordwesten van Static Peak.
Net als het merendeel van het Tetongebergte ligt Buck Mountain binnen de grenzen van het Grand Teton National Park. Daar de opheffing van de gehele Teton Range pas 9 miljoen jaar geleden begon, is het gebergte de jongste gebergteketen van de Rocky Mountains. En net als de andere bergen in deze keten dankt Buck Mountain zijn huidige vorm voornamelijk aan de inwerking van gletsjers tijdens opeenvolgende glacialen in het Kwartair.

## Beklimming
Buck Mountain werd voor het eerst beklommen door T.M. Bannon en George A. Buck, op 21 augustus 1898. Daarmee was Buck Mountain een van de eerste officieel beklommen bergen binnen het Tetongebergte, amper tien dagen na de eerste beklimming van de Grand Teton. Buck Mountain is tevens vernoemd naar diezelfde George A. Buck. T.M. Bannon voltooide later ook de eerste succesvolle beklimming van Borah Peak, de hoogste berg in Idaho.
Buck Mountain is een van de makkelijker te beklimmen bergen binnen het Tetongebergte: twee relatief makkelijke routes naar de top hebben een moeilijkheidsgraad van 'slechts' 3. Deze routes naderen de top vanuit het oosten en het noordoosten. De moeilijkste beklimmingen lopen langs de westkant van de berg en hebben moeilijkheidsgraden tot 5.8. 
Doordat Buck Mountain min of meer afgezonderd is van de meer populaire Grand Teton, Middle Teton, South Teton en dergelijke, is de drukte op Buck Mountain ook opmerkelijk minder.